# Памятник защитникам острова Луцавсала
Памятник защитникам острова Луцавсала (историческое название — остров Люцау) — монумент в Риге, установленный в честь 400 русских гренадеров сторожевого отряда армейского корпуса князя Репнина, геройски погибших в июле 1701 года в одном из эпизодов прибалтийской кампании Северной войны.

## Описание
Памятник расположен на берегу протоки Маза-Даугава острова Луцавсала. Представляет собой находящееся на искусственном холме шестиметровое сооружение пирамидальной формы, выполненное из красного гранита в византийском стиле, напоминающее греко-православную капеллу.
Монумент создан по проекту гражданского инженера Б. М. Эппингера, известного своим участием в строительстве Свято-Троицкой Задвинской церкви. Облицовку по специальному заказу выполнили мастера финской компании «Гранит».
С одной стороны постамента размещена монограмма Петра Великого с датой «1701», с другой — Александра III с датой «1891».
Имеются щиты с надписями:
10 іюля 1891 г. Памятникъ сей воздвигнутъ на добровольныя пожертвования по распоряжению Лифляндскаго губернатора генералъ-лейтенанта М. А. Зиновьева.
Памяти 400 русскихъ воиновъ геройски павшихъ при защитѣ острова 10 іюля 1701 года.
После проведения реставрационных работ памятник был повторно открыт и освящён 10 июля 2001 года.

## История подвига
Битва произошла во время Северной войны, когда 19 пехотных полков из корпуса А.И.Репнина выдвинулись на помощь союзнику царя Петра I — польскому королю и саксонскому курфюрсту Августу II. Его армия воевала на подступах к Риге, заняв оборону на левом берегу Даугавы.
С островов на Даугаве, по мысли саксонского фельдмаршала Штейнау, можно было воспрепятствовать переправе шведов через реку. Для этого и послали на Люцаусгольм небольшую часть русских солдат — 400 человек.
9 июля войска Карла XII форсировали Даугаву ниже по течению и разгромили саксонцев. Русские воины остались на острове без какой-либо поддержки и надлежащих указаний. В ночь с 9 на 10 июля сюда был направлен отряд шведского полковника Гельмерсена. Бой оказался упорным, шведы понесли немалые потери, среди убитых был и сам командир. Русский отряд почти полностью погиб, но не сдался.

По одной из версий, когда Карл XII спешно прибыл на остров, решив, судя по интенсивной стрельбе, что идёт ожесточённый бой с большими силами противника, то узнал, что оборону в редуте держат лишь 20 русских солдат. Король отдал должное их самоотверженности и велел пощадить смельчаков, взяв их в плен. Остальных погребли в первом братском захоронении Риги.

## Строительство и восстановление памятника
О трагической гибели русских воинов в Риге вспомнили в 1887 году, когда губернатор Лифляндии, генерал-лейтенант М. А. Зиновьев обратил внимание на небольшой курган, расположенный на острове. На руинах старой ветряной мельницы была найдена табличка с надписью по-немецки: «В память о 400 русских, павших здесь 10 июля 1701 года». Рижское общество отставных воинских чинов созвало горожан на первый молебен в память о защитниках Люцаусгольма 10 июля 1887 года, одновременно по высочайшему позволению объявив сбор пожертвований на сооружение памятника. Через 4 года памятник был открыт и освящен епископом Рижским и Лифляндским Арсением (Брянцевым) в сослужении пяти священников.
Подвиг героев Северной войны снова напомнил о себе спустя 100 лет, когда группа рижских предпринимателей, при поддержке посольства России, начала сбор средств на реставрацию памятника. В трёхсотую годовщину гибели русских воинов, 10 июля 2001 года, архиепископ Рижский и всея Латвии Александр (Кудряшов) отслужил панихиду и освятил обновлённый памятник. С тех пор торжественное мероприятие у монумента стало ежегодным.